# Grotte de Conde
La grotte du Comte (en espagnol, cueva del Conde) est une grotte ornée et un site préhistorique situé à Tuñón, dans la commune de Santo Adriano, dans les Asturies, en Espagne,. Elle a livré des outils lithiques moustériens et aurignaciens, ainsi que des gravures pariétales. Elle a été classée Bien d'intérêt culturel en 1997 (cote RI-51-010102).

## Historique
La grotte a été dénommée cueva del Conde car le comte Ricardo Duque de Estrada fut le premier à effectuer des fouilles archéologiques sur le site en 1915.
D'autres campagnes de fouilles ont été menées par Hugo Obermaier en 1925, L.G. Freeman en 1962 et 1977, et Juan Luis Arsuaga à partir de 2002.

## Description
L'entrée de la grotte est orientée vers le nord-ouest, à environ 40 m au-dessus de la rivière Trubia, un affluent du Nalón. La grotte a une superficie d'environ 300 m2. Elle est composée de deux galeries, la galerie A au nord, la galerie B au sud, et d'une petite salle (dite galerie C).

## Occupation humaine
La grotte semble avoir été occupée à des périodes rapprochées par l'Homme de Néandertal et par Homo sapiens, au point de rendre difficile la lecture de la stratigraphie sur la période de transition entre les deux espèces, d'après les fouilles de Juan Luis Arsuaga menées à partir de 2002. Deux dents néandertaliennes trouvées dans cette couche ont été datées de 38 000 ans avant le présent (AP).

## Vestiges archéologiques
Des restes fossiles de faune (cerf, ours des cavernes, rhinocéros, mammouth, bison, chamois, caprin,...) ont été trouvés dans la grotte. De nombreux outils lithiques moustériens, attribués à Néandertal, semblent entremêlés avec les outils aurignaciens, attribués à Homo sapiens, ce qui jette le doute sur l'intégrité du gisement.

## Art pariétal
Les parois présentent un ensemble de gravures pariétales non figuratives attribuées à l'Aurignacien (vers 40 000 à 35 000 ans AP).

## Galerie

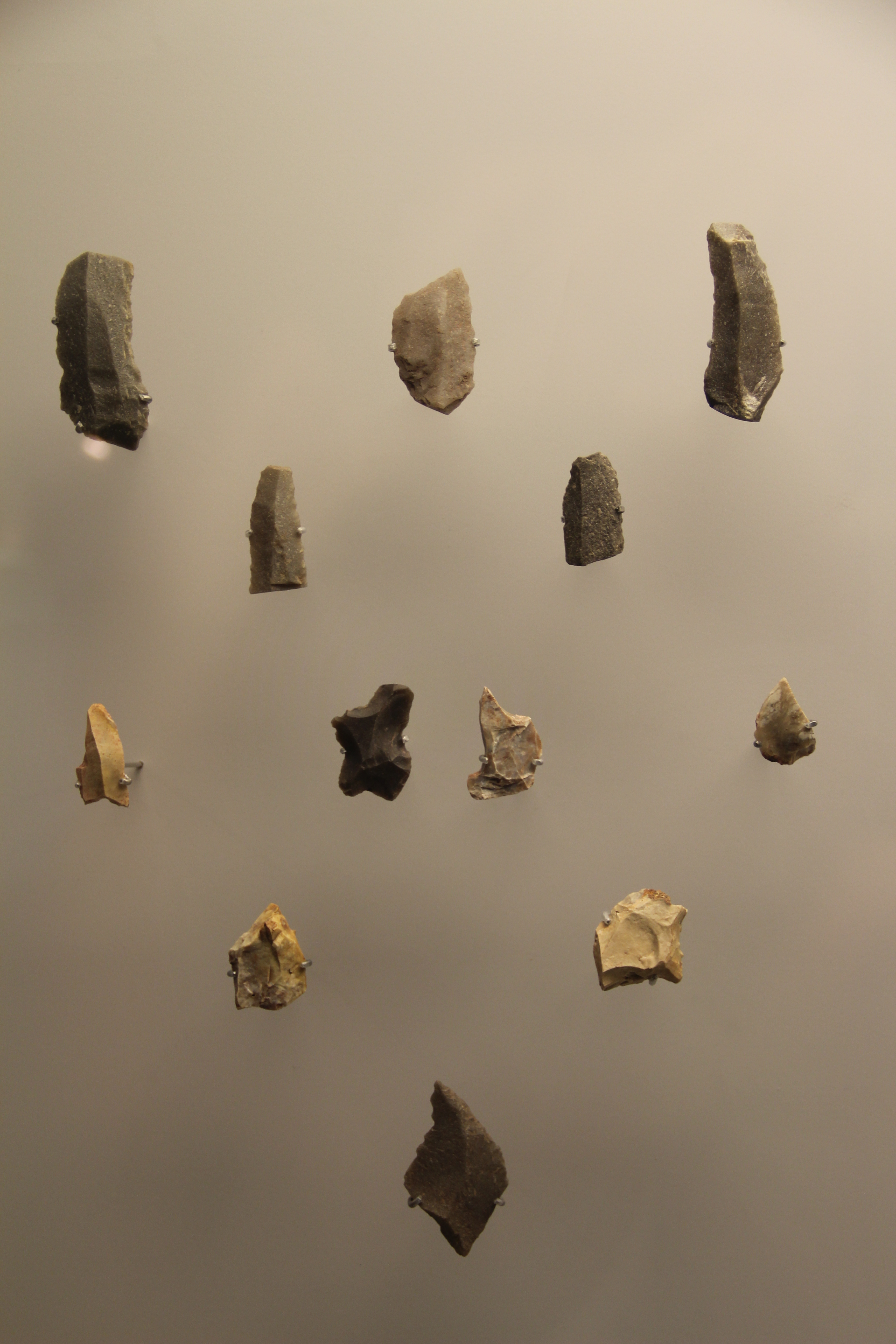
Lames et burins retouchés trouvés dans la grotte
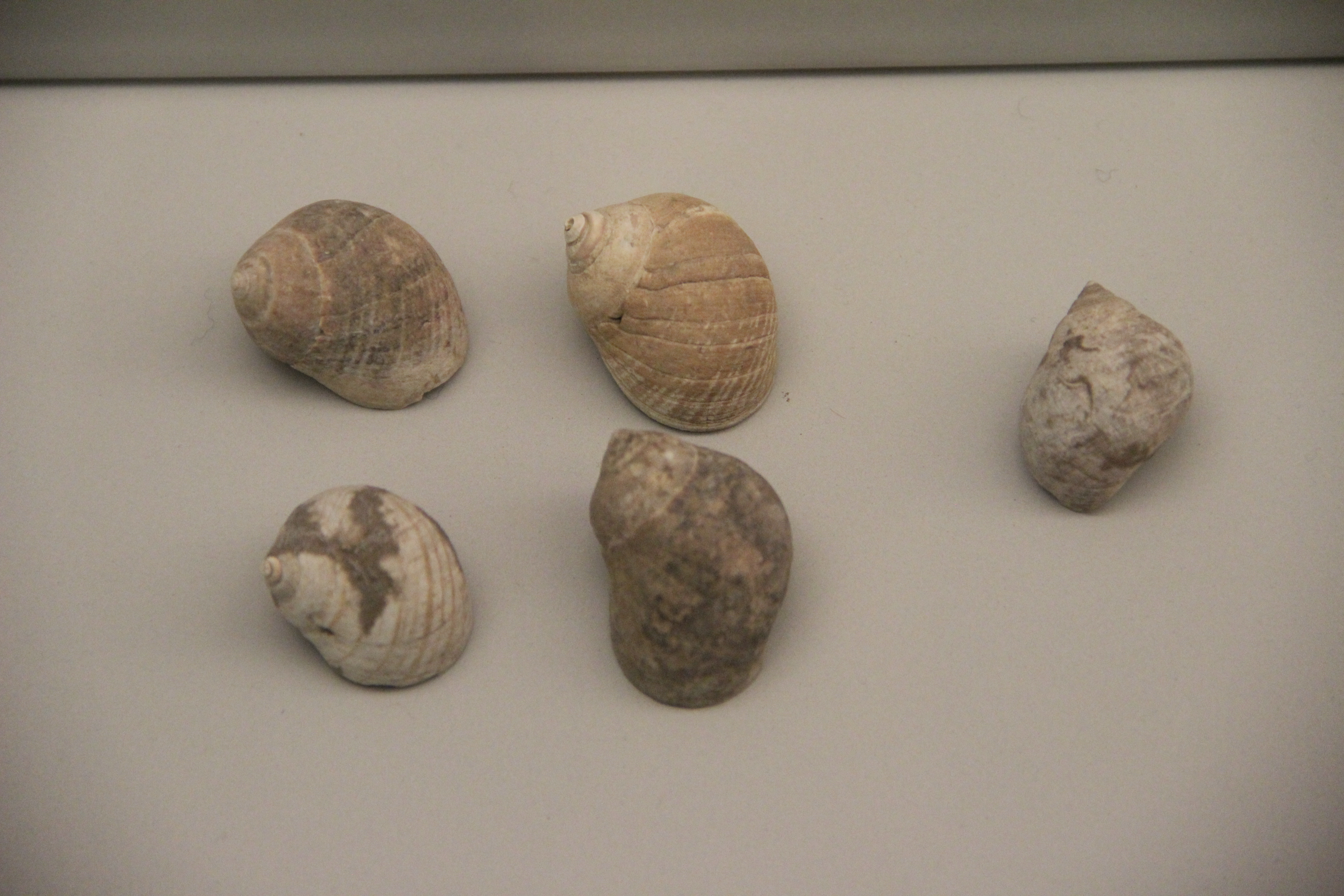
Coquillages découverts dans la grotte